# Corymbium
Corymbium és un gènere de plantes asteràcies. És l'únic gènere dins la subfamília Corymbioideae i de la tribu Corymbieae.
Aquesta espècie és un endemisme de la Cape Province d'Àfrica del Sud, on localment rep el nom de plampers.
Són plantes herbàcies perennes que tenen un rizoma gruixut i pilòs. No té tija i les flors es formen en un escap dret. Les fulles són linears a lanceolades. Dalt de l'escap floral hi ha panícules o corimbes. El fruit és un aqueni.
Aquesta planta produeix molt nèctar que atrau diversos tipus d'insectes. Són plantes adaptades als incendis i floreixen amb abundància després del foc.

## Espècies[5][6][1]
1. Corymbium africanum
2. Corymbium congestum
3. Corymbium cymosum
4. Corymbium elsiae
5. Corymbium enerve
6. Corymbium glabrum
7. Corymbium laxum
8. Corymbium theileri
9. Corymbium villosum